# Virus cúm A/H10N8
Virus cúm A/H10N8 là một phân nhóm thuộc của virus cúm gia cầm. Đây là một trong ba loại virus cúm gia cầm thuộc phân nhóm H10, phân lập từ loài vịt nhà ở Trung Quốc, ký hiệu là SH602/H10N8, FJ1761/H10N3 và SX3180/H10N7.

## Tồn tại trong quần thể động vật
Virus cúm A/H10N8 phát hiện lần đầu tiên khi phân lập từ loài vịt nhà tại tỉnh Quảng Đông, Trung Quốc vào năm 2012. Virus có khả năng gây bệnh cao trên chuột, và được tìm thấy trong các loài chim nước, chó hoang và các chợ gia cầm sống. Nhiều loại virus có genotype H10 (ví dụ: H10N8, H10N3 và H10N7) đang lưu hành trên các chợ gia cầm sống ở Trung Quốc, khả năng lây nhiễm sang động vật có vú của các chủng này phần lớn vẫn chưa được biết đến.

## Tồn tại trong quần thể người
Việc xác định trình tự gen và mô tả đặc tính của virus cho thấy rằng các chủng virus gây bệnh cho người có nguồn gốc từ các chợ gia cầm. H10N8, H10N7 và H6N8 được phát hiện tồn tại trong quần thể người với mức độ thấp hơn so với các chủng khác.